# Modulus lindae
Modulus lindae is een slakkensoort uit de familie van de Modulidae. De wetenschappelijke naam van de soort is voor het eerst geldig gepubliceerd in 1987 door Petuch.